# Gare de Tolède
 (septembre 2021).
Si vous disposez d'ouvrages ou d'articles de référence ou si vous connaissez des sites web de qualité traitant du thème abordé ici, merci de compléter l'article en donnant les références utiles à sa vérifiabilité et en les liant à la section « Notes et références ».
La gare de Tolède (en espagnol Estación de Toledo) est la gare de la ville de Tolède en Espagne. Elle est située à l'est de la ville.

## Histoire
La gare est utilisée pour les trains notamment vers Madrid. Les trains à destination de Madrid circulent sur la ligne à grande vitesse Madrid – Tolède depuis novembre 2005, pour laquelle la ligne existante a été convertie en un embranchement d'environ 21 km de long avec des voies à écartement standard, qui se connecte à la ligne à grande vitesse de La Sagra. Sur le plan opérationnel, il s'agit d'une gare terminale.

## Patrimoine ferroviaire
Le bâtiment d'accueil actuel a été achevé en 1919 selon les plans de l'architecte D. Narciso Clavería y Palacios. Il s'agit d'un bâtiment symétrique en cinq parties avec une grande section centrale, mais avec une haute tour supplémentaire ajoutée du côté ouest. Il y avait une salle d'attente royale au premier étage de la tour. Le bâtiment et la tour sont richement ornés de formes de style mudéjar, faisant référence au patrimoine architectural de la ville de Tolède. Le bâtiment de la gare est un exemple important de l'architecture d'une gare ferroviaire historiciste.

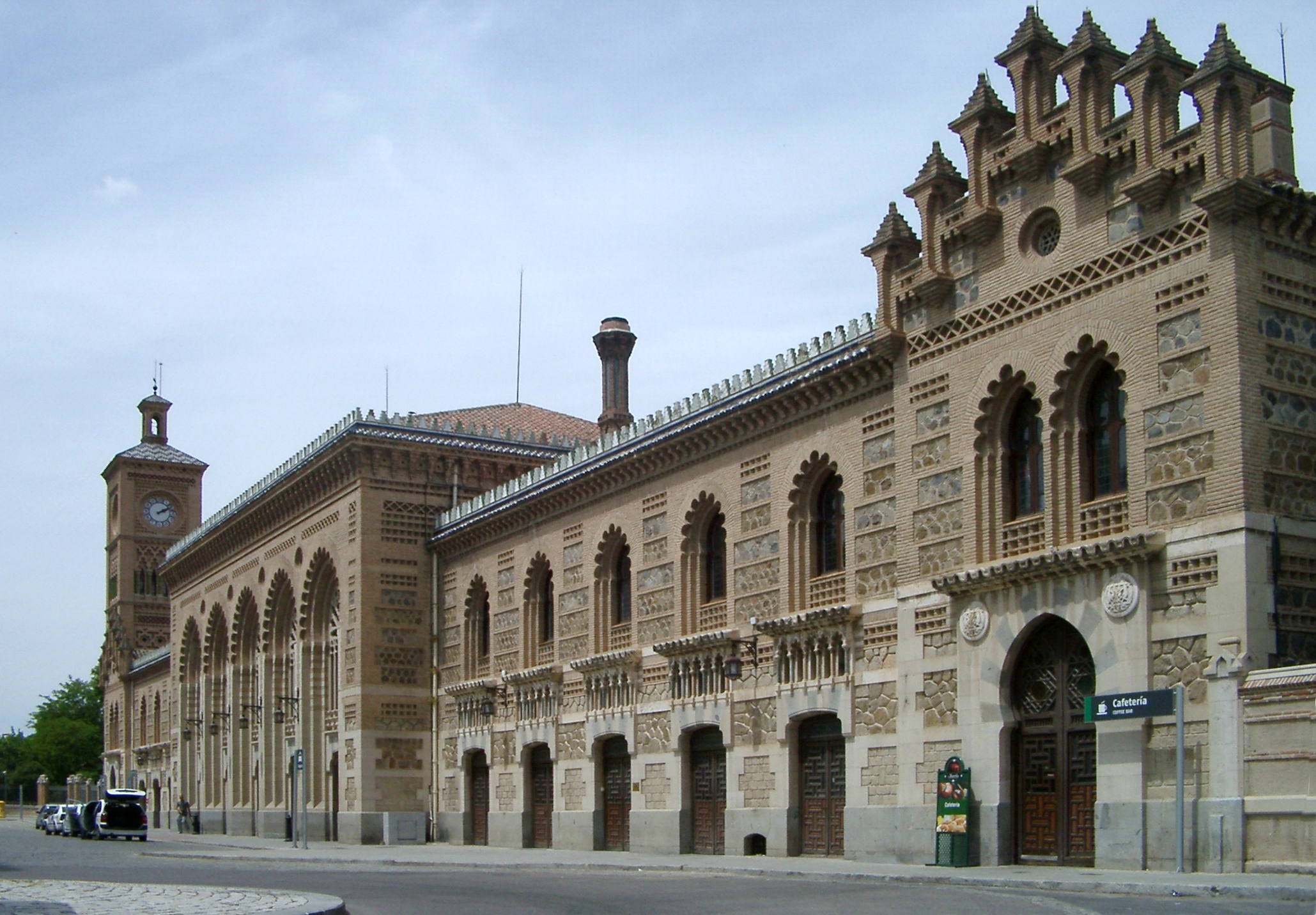
Vue extérieure de la rue 2009
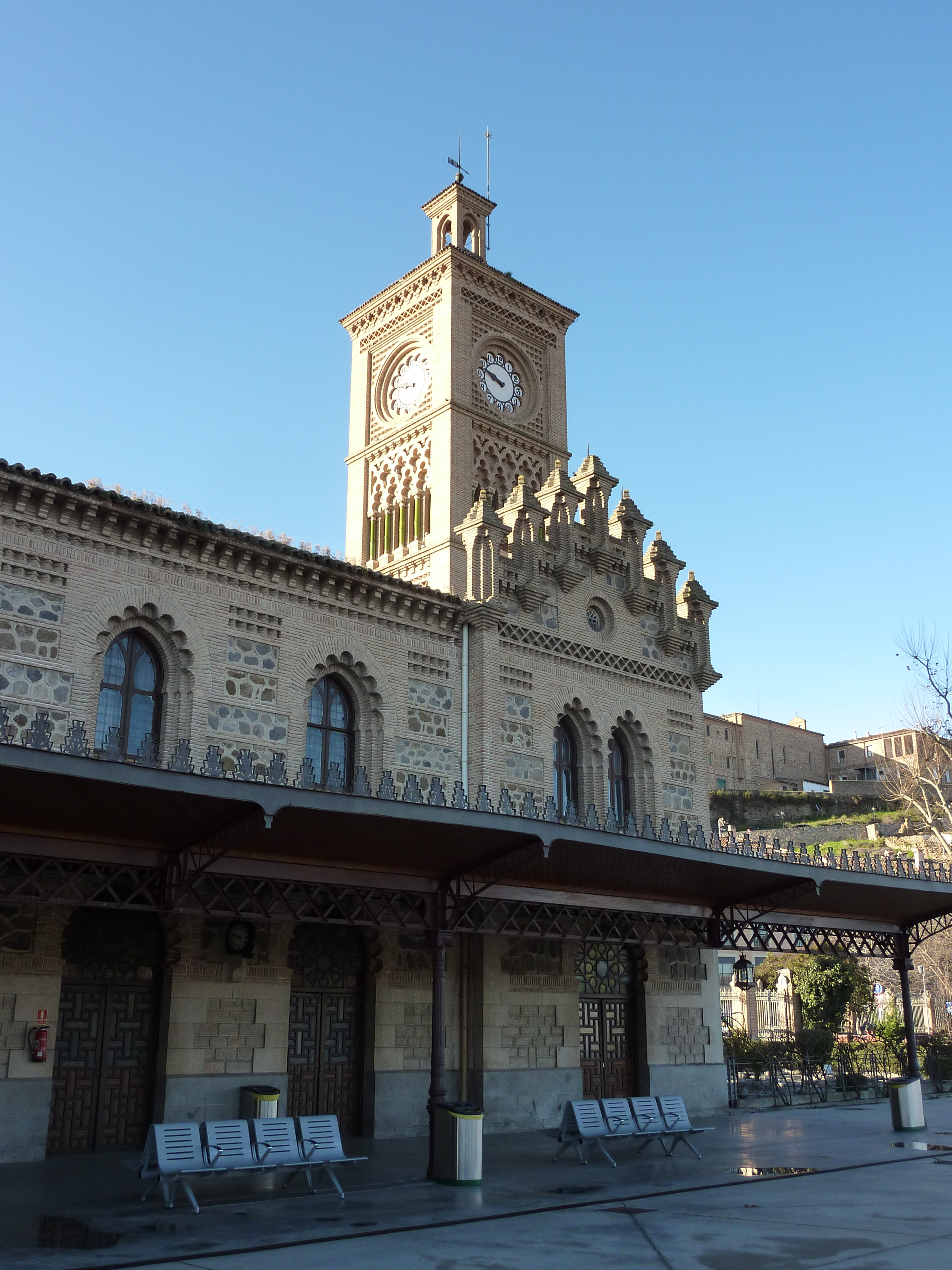
Vue extérieure de la piste 2011
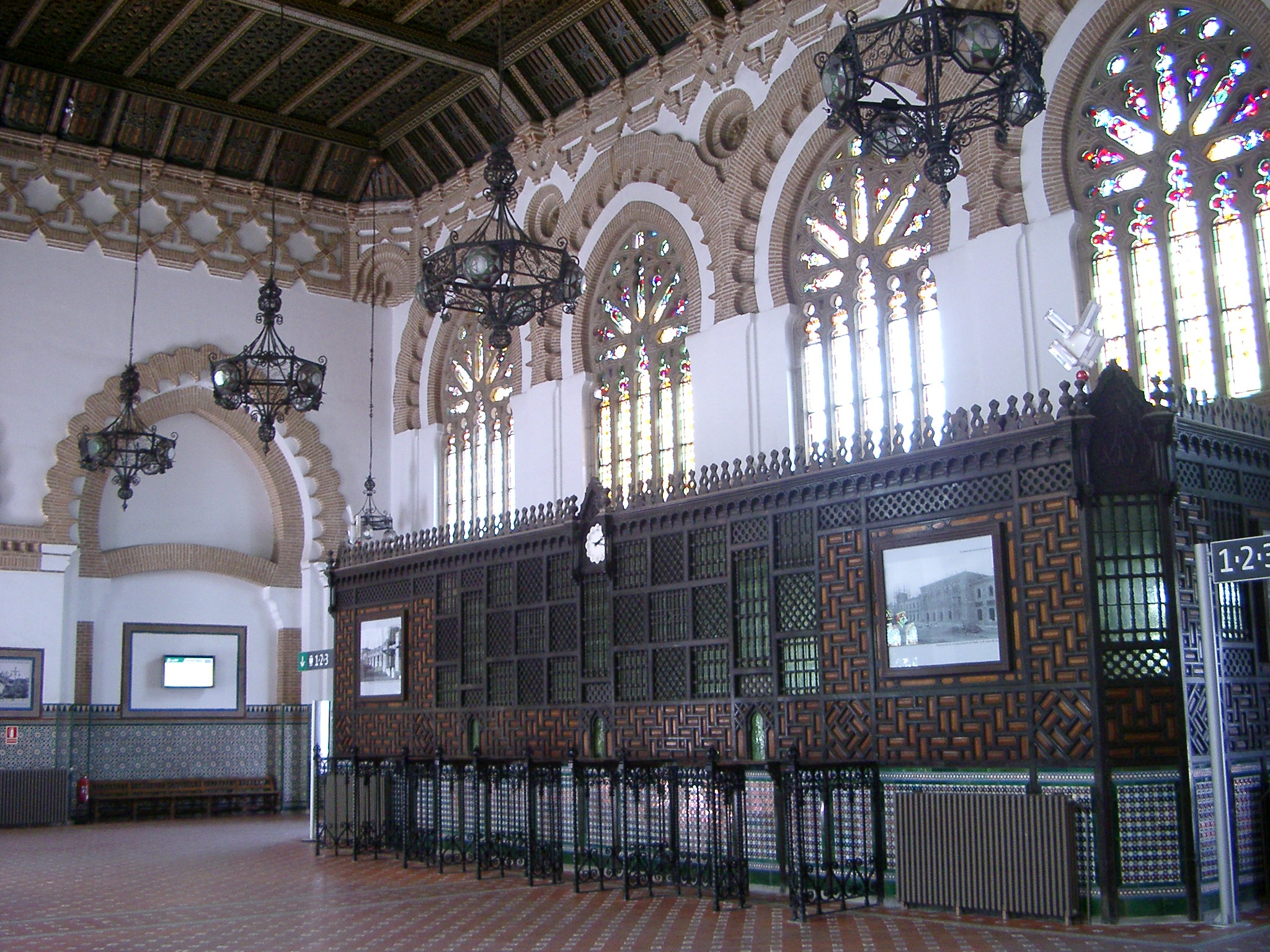
Billetterie avec ancienne billetterie 2009